# Vuelta a España 2013
Vuelta a España 2013 proběhla od 24. srpna do 15. září a byl to 68. ročník tohoto závodu. Start proběhl v Galicii ve městě Vilanova de Arousa. Celková délka závodu byla 3 319 km ve 21. etapách. Vyhlášení vítězů proběhlo v Madridu, kde končila i závěrečná etapa. Celkovým vítězem se stal americký cyklista Chris Horner, který se tak stal ve 41 letech nejstarším vítězem cyklistických podniků Grand Tour.

## Trasa závodu
| Etapa | Datum | Start–cíl                                     | Délka     | Typ etapy             | Typ etapy            | Vítěz etapy       | Červený trikot  |
| ----- | ----- | --------------------------------------------- | --------- | --------------------- | -------------------- | ----------------- | --------------- |
| 1     | 24.8  | Vilanova de Arousa – Sanxenxo                 | 27 km     | Team Time Trial       | Týmová časovka       | Astana Team       | Janez Brajkovič |
| 2     | 25.8  | Pontevedra – Monte da Groba                   | 176.8 km  |                       | Kopcovitá etapa      | Nicolas Roche     | Vincenzo Nibali |
| 3     | 26.8  | Vigo – Mirador de Lobeira                     | 172.5 km  |                       | Rovinatá etapa       | Chris Horner      | Chris Horner    |
| 4     | 27.8  | Lalín – Finisterra                            | 186.4 km  |                       | Kopcovitá etapa      | Daniel Moreno     | Vincenzo Nibali |
| 5     | 28.8  | Sober – Lago de Sanabria                      | 168.4 km  |                       | Rovinatá etapa       | Michael Matthews  | Vincenzo Nibali |
| 6     | 29.8  | Guijuelo – Cáceres                            | 177.3 km  |                       | Rovinatá etapa       | Michael Mørkøv    | Vincenzo Nibali |
| 7     | 30.8  | Almendralejo – Mairena del Aljarafe           | 195.5 km  |                       | Rovinatá etapa       | Zdeněk Štybar     | Vincenzo Nibali |
| 8     | 31.8  | Jerez de la Frontera – Alto de Peñas Blancas  | 170 km    |                       | Horská etapa         | Leopold König     | Nicolas Roche   |
| 9     | 1.9   | Antequera – Valdepeñas de Jaén                | 174.3 km  |                       | Kopcovitá etapa      | Daniel Moreno     | Daniel Moreno   |
| 10    | 2.9   | Torredelcampo – Alto de Haza Llana            | 175.5 km  |                       | Horská etapa         | Chris Horner      | Chris Horner    |
|       | 3.9   | Volný den                                     | Volný den |                       |                      |                   |                 |
| 11    | 4.9   | Tarazona                                      | 38 km     | Individual Time Trial | Individuální časovka | Fabian Cancellara | Vincenzo Nibali |
| 12    | 5.9   | Maella – Tarragona                            | 157 km    |                       | Rovinatá etapa       | Philippe Gilbert  | Vincenzo Nibali |
| 13    | 6.9   | Valls – Castelldefels                         | 165 km    |                       | Kopcovitá etapa      | Warren Barguil    | Vincenzo Nibali |
| 14    | 7.9   | Baga – Coll de la Gallina                     | 164 km    |                       | Horská etapa         | Daniele Ratto     | Vincenzo Nibali |
| 15    | 8.9   | Andorra – Peyragudes                          | 232.5 km  |                       | Horská etapa         | Alexandre Geniez  | Vincenzo Nibali |
| 16    | 9.9   | Graus – Formigal                              | 147.7 km  |                       | Kopcovitá etapa      | Warren Barguil    | Vincenzo Nibali |
|       | 10.9  | Volný den                                     | Volný den |                       |                      |                   |                 |
| 17    | 11.9  | Calahorra – Burgos                            | 184.5 km  |                       | Rovinatá etapa       | Bauke Mollema     | Vincenzo Nibali |
| 18    | 12.9  | Burgos – Peña Cabarga                         | 186 km    |                       | Kopcovitá etapa      | Vasil Kiryienka   | Vincenzo Nibali |
| 19    | 13.9  | San Vicente de la Barquera – Alto del Naranco | 177.5 km  |                       | Kopcovitá etapa      | Joaquim Rodríguez | Chris Horner    |
| 20    | 14.9  | Aviles – Alto de El Angliru                   | 144.1 km  |                       | Horská etapa         | Kenny Elissonde   | Chris Horner    |
| 21    | 15.9  | Leganes – Madrid                              | 99.1 km   |                       | Rovinatá etapa       | Michael Matthews  | Chris Horner    |

## Vývoj držení trikotů
| Etapa   | Vítěz etapy       | Celková klasifikace | Bodovací soutěž    | Vrchařská soutěž | Kombinovaná soutěž | Soutěž týmů        | Nejaktivnější jezdec |
| ------- | ----------------- | ------------------- | ------------------ | ---------------- | ------------------ | ------------------ | -------------------- |
| 1.      | Astana Team       | Janez Brajkovič     | —                  | —                | —                  | Astana Team        | Janez Brajkovič      |
| 2.      | Nicolas Roche     | Vincenzo Nibali     | Nicolas Roche      | Nicolas Roche    | Nicolas Roche      | RadioShack-Leopard | Alex Rasmussen       |
| 3.      | Chris Horner      | Chris Horner        | Nicolas Roche      | Nicolas Roche    | Nicolas Roche      | RadioShack-Leopard | Pablo Urtasun        |
| 4.      | Daniel Moreno     | Vincenzo Nibali     | Daniel Moreno      | Nicolas Roche    | Nicolas Roche      | RadioShack-Leopard | Nicolas Edet         |
| 5.      | Michael Matthews  | Vincenzo Nibali     | Daniel Moreno      | Nicolas Roche    | Nicolas Roche      | RadioShack-Leopard | Antonio Piedra       |
| 6.      | Michael Mørkøv    | Vincenzo Nibali     | Michael Matthews   | Nicolas Roche    | Nicolas Roche      | RadioShack-Leopard | Tony Martin          |
| 7.      | Zdeněk Štybar     | Vincenzo Nibali     | Michael Matthews   | Nicolas Roche    | Nicolas Roche      | RadioShack-Leopard | Javier Aramendia     |
| 8.      | Leopold König     | Nicolas Roche       | Daniel Moreno      | Nicolas Roche    | Nicolas Roche      | Team Saxo-Tinkoff  | Antonio Piedra       |
| 9.      | Daniel Moreno     | Daniel Moreno       | Daniel Moreno      | Nicolas Roche    | Daniel Moreno      | Movistar Team      | Javier Aramendia     |
| 10.     | Chris Horner      | Chris Horner        | Daniel Moreno      | Chris Horner     | Chris Horner       | Team Saxo-Tinkoff  | Juan Antonio Flecha  |
| 11.     | Fabian Cancellara | Vincenzo Nibali     | Daniel Moreno      | Chris Horner     | Nicolas Roche      | Astana Team        | Fabian Cancellara    |
| 12.     | Philippe Gilbert  | Vincenzo Nibali     | Daniel Moreno      | Chris Horner     | Nicolas Roche      | Astana Team        | Fabricio Ferrari     |
| 13.     | Warren Barguil    | Vincenzo Nibali     | Daniel Moreno      | Chris Horner     | Nicolas Roche      | Astana Team        | Michele Scarponi     |
| 14.     | Daniele Ratto     | Vincenzo Nibali     | Alejandro Valverde | Daniele Ratto    | Chris Horner       | Astana Team        | Daniele Ratto        |
| 15.     | Alexandre Geniez  | Vincenzo Nibali     | Alejandro Valverde | Nicolas Edet     | Chris Horner       | Astana Team        | Alexandre Geniez     |
| 16.     | Warren Barguil    | Vincenzo Nibali     | Alejandro Valverde | Nicolas Edet     | Chris Horner       | Euskaltel-Euskadi  | Juan Antonio Flecha  |
| 17.     | Bauke Mollema     | Vincenzo Nibali     | Alejandro Valverde | Nicolas Edet     | Chris Horner       | Euskaltel-Euskadi  | Javier Aramendia     |
| 18.     | Vasil Kiryienka   | Vincenzo Nibali     | Alejandro Valverde | Nicolas Edet     | Chris Horner       | Euskaltel-Euskadi  | Egoi Martínez        |
| 19.     | Joaquim Rodríguez | Chris Horner        | Alejandro Valverde | Nicolas Edet     | Chris Horner       | Euskaltel-Euskadi  | Edvald Boasson Hagen |
| 20.     | Kenny Elissonde   | Chris Horner        | Alejandro Valverde | Nicolas Edet     | Chris Horner       | Euskaltel-Euskadi  | David Arroyo         |
| 21.     | Michael Matthews  | Chris Horner        | Alejandro Valverde | Nicolas Edet     | Chris Horner       | Euskaltel-Euskadi  | —                    |
| Celkově | Celkově           | Chris Horner        | Alejandro Valverde | Nicolas Edet     | Chris Horner       | Euskaltel-Euskadi  | Javier Aramendia     |